# 593
Cette page concerne l'année 593  du calendrier julien. Pour l'année 593 av. J.-C., voir 593 av. J.-C. Pour le nombre 593, voir 593 (nombre).
L'année 593 est une année commune qui commence un jeudi

## Événements
- Printemps :
  - Agilulf, roi des Lombards, assiège et reprend Pérouse, coupant les relations entre Rome et Ravenne[1].
  - Deuxième campagne du général byzantin Priscus sur le Danube ; victoires contre les Slaves[2].
- Automne : l'armée de Priscus retourne en Thrace pour hiverner, malgré les ordres de l'empereur Maurice Ier. Les Slaves en profitent et ravagent Aquis, Scupi et Zaldapa (Dobroudja)[2].
- Décembre (date présumée) à mars 594[3] : Agilulf assiège Rome, défendue par Grégoire le Grand, isolé. Les lettres du pape Grégoire décrivent une Rome désespérée, affamée, attendant le grain de Sicile ou accueillant des populations fuyant les Lombards. Les évêques abandonnent leurs diocèses pour se réfugier dans des lieux fortifiés, les monastères sont dévastés, comme celui de Monte Cassino (580) qui reste abandonné plus d’un siècle.

- Shôtoku taishi devient régent (sesshō) de sa tante Suiko, impératrice du Japon. Il organise l’État Yamato sur le modèle chinois (592-622). C'est le triomphe du clan des Soga. Shôtoku fonde à Naniwa (Osaka) en 593 le temple des « quatre rois-gardiens » (Shi Tennō-ji)[4], reconstitué en béton en 1950 à partir de fouilles archéologiques.
- Bataille des Rameaux. Les armées de Frédégonde battent celles de Childebert II et Brunehilde à Truccia ou Trucciacum entre Soissons et Château-Thierry[5] (peut-être Trucy).
- Début du règne de Ethelfrith, roi de Bernicie (592 ou 593-616 ou 617)[6]. Il lutte victorieusement contre les Bretons.

## Décès en 593
- 17 novembre : Grégoire de Tours, premier historiographe des Francs (ou en 594)[7].